# Janville-sur-Juine
Janville-sur-Juine è un comune francese di 1 914 abitanti situato nel dipartimento dell'Essonne nella regione dell'Île-de-France.

## Società

### Evoluzione demografica
Abitanti censiti